# Volleyball Casalmaggiore 2019-2020
Questa voce raccoglie le informazioni riguardanti il Volleyball Casalmaggiore nelle competizioni ufficiali della stagione 2019-2020.

## Stagione
La stagione 2019-20 è per il Volleyball Casalmaggiore, con la denominazione sponsorizzata di Èpiù Pomì Casalmaggiore, la settima consecutiva in Serie A1. Come allenatore viene confermato Marco Gaspari, mentre la rosa è quasi del tutto modificata, con le poche conferme di Danielle Cuttino, Ilaria Spirito, Caterina Bosetti e Kenia Carcaces: tra i nuovi acquisti quelli di Ana Antonijević, Mina Popović e Federica Stufi e tra le cessioni quelle di Katarzyna Skorupa, Valentina Arrighetti e Alexa Gray.
Il campionato si apre con la sconfitta a opera della Savino Del Bene, a cui fa seguito la prima vittoria contro la Wealth Planet Perugia: dopo la sconfitta rimediata in casa dell'Imoco, la squadra di Casalmaggiore ottiene nelle successive sei giornate cinque successi; il girone di andata si chiude con una serie di risultati altalenanti, che la portano al quinto posto in classifica, qualificandola per la Coppa Italia. Anche il girone di ritorno continua con vittorie alternate a sconfitte; dopo lo stop alla ventesima giornata inflitto dalla Pro Victoria, il campionato viene prima sospeso e poi definitivamente interrotto a causa del diffondersi in Italia della pandemia di COVID-19: al momento dell'interruzione la squadra stazionava al sesto posto in classifica.
Il quinto posto in classifica al termine del girone di andata della Serie A1 2019-20 permette al club lombardo di partecipare alla Coppa Italia: viene tuttavia eliminato nei quarti di finale a seguito della sconfitta contro la Savino Del Bene.

## Organigramma societario
Area direttiva
- Presidente: Massimo Boselli

Area tecnica
- Allenatore: Marco Gaspari
- Allenatore in seconda: Rossano Bertocco
- Assistente allenatore: Martino Volpini
- Scout man: Antonio Orlani

Area sanitaria
- Fisioterapista: Andrea Cicognini, Diego Marutti
- Preparatore atletico: Ivan Bragagni

## Rosa
| N° | Nome                | Ruolo | Data di nascita   | Nazionalità sportiva |
| -- | ------------------- | ----- | ----------------- | -------------------- |
| 1  | Mina Popović        | C     | 16 settembre 1994 | Serbia               |
| 2  | Federica Stufi      | C     | 22 marzo 1988     | Italia               |
| 3  | Letizia Camera      | P     | 1º ottobre 1992   | Italia               |
| 4  | Lara Vukasović      | C/O   | 10 novembre 1994  | Croazia              |
| 5  | Ilaria Spirito      | L     | 20 febbraio 1994  | Italia               |
| 7  | Alessia Fiesoli     | S     | 25 maggio 1994    | Italia               |
| 8  | Marianna Maggipinto | L     | 5 gennaio 1996    | Italia               |
| 9  | Caterina Bosetti    | S     | 2 febbraio 1994   | Italia               |
| 12 | Lana Ščuka          | S     | 6 ottobre 1996    | Slovenia             |
| 14 | Kenia Carcaces      | S     | 22 gennaio 1986   | Cuba                 |
| 16 | Tiziana Veglia      | C     | 13 settembre 1992 | Italia               |
| 17 | Ana Antonijević     | P     | 26 agosto 1987    | Serbia               |
| 20 | Danielle Cuttino    | O     | 22 giugno 1996    | Stati Uniti          |

## Mercato
| Acquisti | Acquisti            | Acquisti             | Acquisti   |
| R.       | Nome                | da                   | Modalità   |
| -------- | ------------------- | -------------------- | ---------- |
| P        | Ana Antonijević     | Fenerbahçe           | definitivo |
| P        | Letizia Camera      | AGIL                 | definitivo |
| S        | Alessia Fiesoli     | Trentino Rosa        | definitivo |
| L        | Marianna Maggipinto | VolAlto Caserta      | definitivo |
| C        | Mina Popović        | San Casciano         | definitivo |
| S        | Lana Ščuka          | Gorica               | definitivo |
| C        | Federica Stufi      | AGIL                 | definitivo |
| C        | Tiziana Veglia      | Millenium Brescia    | definitivo |
| C/O      | Lara Vukasović      | Saint-Cloud Paris SF | definitivo |

| Cessioni | Cessioni             | Cessioni              | Cessioni   |
| R.       | Nome                 | a                     | Modalità   |
| -------- | -------------------- | --------------------- | ---------- |
| C        | Valentina Arrighetti | AGIL                  | definitivo |
| S        | Alexa Gray           | VolAlto Caserta       | definitivo |
| C        | Agnieszka Kąkolewska | Savino Del Bene       | definitivo |
| L        | Silvia Lussana       | Don Colleoni          | definitivo |
| S        | Francesca Marcon     | -                     | svincolata |
| C        | Giulia Mio Bertolo   | Wealth Planet Perugia | definitivo |
| P        | Giulia Pincerato     | Academy Sassuolo      | definitivo |
| P        | Danica Radenković    | Altay                 | definitivo |
| P        | Katarzyna Skorupa    | Pro Victoria          | definitivo |

## Risultati

### Serie A1

#### Girone di andata
| 1ª giornata - 13 ottobre 2019 PalaRadi, Cremona              | Casalmaggiore         | 2 - 3 | Savino Del Bene | 24-26, 25-22, 25-21, 30-32, 12-15 |
| 2ª giornata - 20 ottobre 2019 PalaEvangelisti, Perugia       | Wealth Planet Perugia | 1 - 3 | Casalmaggiore   | 22-25, 25-22, 21-25, 17-25        |
| 3ª giornata - 27 ottobre 2019 PalaVerde, Villorba            | Imoco                 | 3 - 0 | Casalmaggiore   | 25-21, 25-16, 25-18               |
| 4ª giornata - 31 ottobre 2019 PalaRadi, Cremona              | Casalmaggiore         | 3 - 2 | Bergamo         | 25-17, 25-22, 24-26, 20-25, 15-13 |
| 5ª giornata - 3 novembre 2019 PalaTriccoli, Jesi             | Filottrano            | 0 - 3 | Casalmaggiore   | 23-25, 18-25, 25-27               |
| 6ª giornata - 9 novembre 2019 PalaGeorge, Montichiari        | Millenium Brescia     | 1 - 3 | Casalmaggiore   | 27-25, 20-25, 19-25, 24-26        |
| 7ª giornata - 17 novembre 2019 PalaRadi, Cremona             | Casalmaggiore         | 2 - 3 | Pro Victoria    | 26-28, 25-20, 22-25, 27-25, 10-15 |
| 8ª giornata - 20 novembre 2019 PalaMaddalene, Chieri         | Chieri '76            | 0 - 3 | Casalmaggiore   | 21-25, 20-25, 15-25               |
| 9ª giornata - 1º dicembre 2019 PalaRadi, Cremona             | Casalmaggiore         | 3 - 0 | San Casciano    | 33-31, 25-19, 25-21               |
| 10ª giornata - 8 dicembre 2019 PalaPiantanida, Busto Arsizio | UYBA                  | 3 - 0 | Casalmaggiore   | 25-22, 25-17, 34-32               |
| 11ª giornata - 14 dicembre 2019 PalaRadi, Cremona            | Casalmaggiore         | 3 - 0 | Cuneo Granda    | 25-23, 25-13, 25-16               |
| 12ª giornata - 21 dicembre 2019 PalaTerdoppio, Novara        | AGIL                  | 3 - 0 | Casalmaggiore   | 25-22, 25-22, 25-19               |
| 13ª giornata - 26 dicembre 2019 PalaRadi, Cremona            | Casalmaggiore         | 3 - 1 | VolAlto Caserta | 22-25, 26-24, 25-21, 25-14        |

#### Girone di ritorno
| 14ª giornata - 15 gennaio 2020 Palazzetto dello Sport, Scandicci | Savino Del Bene | 3 -1  | Casalmaggiore         | 31-29, 25-22, 25-27, 25-23        |
| 15ª giornata - 19 gennaio 2020 PalaRadi, Cremona                 | Casalmaggiore   | 3 - 1 | Wealth Planet Perugia | 25-17, 25-20, 17-25, 25-12        |
| 16ª giornata - 25 gennaio 2020 PalaRadi, Cremona                 | Casalmaggiore   | 0 - 3 | Imoco                 | 18-25, 23-25, 20-25               |
| 17ª giornata - 9 febbraio 2020 Palazzetto dello sport, Bergamo   | Bergamo         | 3 - 1 | Casalmaggiore         | 18-25, 28-26, 25-23, 25-21        |
| 18ª giornata - 12 febbraio 2020 PalaRadi, Cremona                | Casalmaggiore   | 3 - 2 | Filottrano            | 23-25, 25-14, 19-25, 25-12, 15-11 |
| 19ª giornata - 16 febbraio 2020 PalaRadi, Cremona                | Casalmaggiore   | 3 - 1 | Millenium Brescia     | 25-22, 20-25, 25-16, 25-18        |
| 20ª giornata - 22 febbraio 2020 Palazzetto dello Sport, Monza    | Pro Victoria    | 3 - 2 | Casalmaggiore         | 20-25, 26-24, 25-20, 19-25, 15-11 |
| 21ª giornata - 1º aprile 2020 PalaRadi, Cremona                  | Casalmaggiore   | -     | Chieri '76            | annullata                         |
| 22ª giornata - 11 marzo 2020 Nelson Mandela Forum, Firenze       | San Casciano    | -     | Casalmaggiore         | annullata                         |
| 23ª giornata - 8 marzo 2020 PalaRadi, Cremona                    | Casalmaggiore   | -     | UYBA                  | annullata                         |
| 24ª giornata - 15 marzo 2020 PalaCastagnaretta, Cuneo            | Cuneo Granda    | -     | Casalmaggiore         | annullata                         |
| 25ª giornata - 22 marzo 2020 PalaRadi, Cremona                   | Casalmaggiore   | -     | AGIL                  | annullata                         |
| 26ª giornata - 28 marzo 2020 PalaVignola, Caserta                | VolAlto Caserta | -     | Casalmaggiore         | annullata                         |

### Coppa Italia

#### Fase a eliminazione diretta
| Quarti di finale - 29 gennaio 2020 Palazzetto dello Sport, Scandicci | Savino Del Bene | 3 - 0 | Casalmaggiore | 25-17, 25-22, 25-18 |

## Statistiche

### Statistiche di squadra
| Competizione | Punti | In casa | In casa | In casa | In trasferta | In trasferta | In trasferta | Totale | Totale | Totale |
| Competizione | Punti | G       | V       | P       | G            | V            | P            | G      | V      | P      |
| ------------ | ----- | ------- | ------- | ------- | ------------ | ------------ | ------------ | ------ | ------ | ------ |
| Serie A1     | 34    | 10      | 7       | 3       | 10           | 4            | 6            | 20     | 11     | 9      |
| Coppa Italia | -     | -       | -       | -       | 1            | 0            | 1            | 1      | 0      | 1      |
| Totale       | -     | 10      | 7       | 3       | 11           | 4            | 7            | 21     | 11     | 10     |

G = partite giocate; V = partite vinte; P = partite perse

### Statistiche dei giocatori
| Giocatore      | Serie A1 | Serie A1 | Serie A1 | Serie A1 | Serie A1 | Coppa Italia | Coppa Italia | Coppa Italia | Coppa Italia | Coppa Italia | Totale | Totale | Totale | Totale | Totale |
| Giocatore      | P        | PT       | AV       | MV       | BV       | P            | PT           | AV           | MV           | BV           | P      | PT     | AV     | MV     | BV     |
| -------------- | -------- | -------- | -------- | -------- | -------- | ------------ | ------------ | ------------ | ------------ | ------------ | ------ | ------ | ------ | ------ | ------ |
| A. Antonijević | 20       | 40       | 28       | 9        | 3        | 1            | 1            | 1            | 0            | 0            | 21     | 41     | 29     | 9      | 3      |
| C. Bosetti     | 19       | 268      | 222      | 37       | 9        | 1            | 12           | 10           | 2            | 0            | 20     | 280    | 232    | 39     | 9      |
| L. Camera      | 18       | 2        | 0        | 0        | 2        | 1            | 0            | 0            | 0            | 0            | 19     | 2      | 0      | 0      | 2      |
| K. Carcaces    | 20       | 259      | 219      | 28       | 12       | 1            | 5            | 4            | 1            | 0            | 21     | 264    | 223    | 29     | 12     |
| D. Cuttino     | 20       | 255      | 223      | 22       | 10       | 1            | 13           | 12           | 1            | 0            | 21     | 268    | 235    | 23     | 10     |
| A. Fiesoli     | 8        | 2        | 0        | 2        | 0        | 1            | 1            | 0            | 0            | 1            | 9      | 3      | 0      | 2      | 1      |
| M. Maggipinto  | 6        | 0        | 0        | 0        | 0        | 0            | 0            | 0            | 0            | 0            | 6      | 0      | 0      | 0      | 0      |
| M. Popović     | 19       | 213      | 145      | 59       | 9        | 1            | 5            | 4            | 1            | 0            | 20     | 218    | 149    | 60     | 9      |
| L. Ščuka       | 20       | 91       | 67       | 14       | 10       | 1            | 1            | 1            | 0            | 0            | 21     | 92     | 68     | 14     | 10     |
| I. Spirito     | 20       | 0        | 0        | 0        | 0        | 1            | 0            | 0            | 0            | 0            | 21     | 0      | 0      | 0      | 0      |
| F. Stufi       | 20       | 162      | 136      | 20       | 6        | 1            | 5            | 1            | 4            | 0            | 21     | 167    | 137    | 24     | 6      |
| T. Veglia      | 7        | 19       | 11       | 8        | 0        | 0            | 0            | 0            | 0            | 0            | 7      | 19     | 11     | 8      | 0      |
| L. Vukasović   | 10       | 4        | 4        | 0        | 0        | 0            | 0            | 0            | 0            | 0            | 10     | 4      | 4      | 0      | 0      |

P = presenze; PT = punti totali; AV = attacchi vincenti; MV = muri vincenti; BV = battute vincenti